# ファッシ
ファッシ（イタリア語: fasci：複数形）およびファッショ（イタリア語: fascio：単数形）は、イタリア語で「束」や、比喩的に「集団、連帯」を意味し、転じて19世紀末に多数の異なった（そしてしばしば相互に対立する）方向性を持った政治集団を指す語として使われた。多数のナショナリストの「ファッシ」が存在し、後に発展して20世紀の「ファシズム」と呼ばれる政治運動となった。一般的に、ファッショとファシズムは同義で使われる。

## 概要
19世紀の間には、ラテン語の「ファスケス」（fasces、束桿）とイタリア語の「ファッシ」(fasci)は、個々のロッド（短杖）は壊れ易いが束になれば強いという観点から、団結による強さの象徴となった。
転じて「ファッシ」という語は近代イタリアの政治的な用語として「同盟、チーム」などの意味で使用されるようになった。この意味での最初の使用は、1880年代にシチリアの革命的な民主主義者が自分達を説明するためであった。それらの中で最も有名な例は、1891年から1894年の「シチリア・ファッシ」(en)である。それ以降、この語は革命的な意味合いを持ち続けた。この語は、例えば第一次世界大戦でのイタリアの参戦を求める若いナショナリストなどに魅力的な意味合いを持った。「ファッシ」はイタリア中で結成されたが、それらの1つにベニート・ムッソリーニが所属しており、自然発生的に政党の関与なしでグループを作った。1914年8月18日、ミラノ・サンディカリスム労働組合(USM)の演説台から Alceste De Ambris (it:Alceste De Ambris)は、第一次世界大戦でのイタリアの中立を激しく攻撃し、ドイツ帝国の反動に対する開戦と、フランスやイギリスへの援助の必要性を論じた。彼は第一次世界大戦をフランス革命と等しいとみなした。
このことはイタリア・サンディカリスト労働組合(USI)の中に深刻な分裂を引き起こした。多数派は中立を選択した。1914年10月1日に The Parma Labor Chamber や USM、そして USI の急進的サンディカリストの左派は「国際行動のための革命的ファッシ」（イタリア語: Fasci d'Azione rivoluzionaria internazionalista）を設立した。同年10月5日にユダヤ系イタリア人でイタリア社会党のアンジェロ・オリベッティとアルトゥーロ・ラブリオーラはパジーネ・リベレの新シリーズを発行することで彼らのマニフェストを出版した。その少し後にベニート・ムッソリーニがこのグループに参加して指導力を発揮した。1914年12月11日にムッソリーニは、「Fasci d'azione rivoluzionaria internazionalista」と「Fasci autonomi d'azione rivoluzionaria」の2つの集団を統合した政治集団の「Fasci d'azione rivoluzionaria」を開始した。
この新しい集団は「ミラノ・ファッシ」とも呼ばれ、ムッソリーニが指導した。1915年1月24日には彼らの指導者がミラノで会合を開き、国家的な組織を形成する「ファッシ」の歴史的な岐路となった。
1919年に第一次世界大戦が終結すると、ムッソリーニは「ミラノ・ファッシ」を再構築して「イタリア戦闘者ファッシ」と改称した。戦争でのイタリアの勝利の果実を奪うと考えられた国王や既存の国家などへの反対を含む共通の目的を持って、他の名称を持った「ファッシ」が創立された。H. W. Schneider によると、新しい「ミラノ・ファッシ」は、1915年の古いファッシのメンバーであった何名かにより雑に形成されたが、新しい名称と新しい目的を持った。
1921年11月7日に、「イタリア戦闘者ファッシ」が再構築されてファシスト党が設立された。
第二次世界大戦後のイタリアでは、「ファッシ」の語はネオ・ファシズムへの蔑称として使われている。

## その他
その他のイタリアのファッシには、ディーノ・グランディや Pietro Marsich が率いたヴェネトのファッシなどがある。